# Søren Ulrik Thomsen
Søren Ulrik Thomsen, född 8 maj 1956 i Kalundborg, är en dansk modernistisk poet. 
Søren Ulrik Thomsen debuterade 1981 med City Slang. Sedan 1995 är Søren Ulrik Thomsen ledamot av Det Danske Akademi. 
Han har utgivit sex diktsamlingar samt debattboken Kritik af den negative opbyggelighed i samarbete med Frederik Stjernfelt. De två tidigaste diktsamlingarna är starkt besläktade med verk av Thomsens samtida diktarkollegor, Michael Strunge och Pia Tafdrup. Hans senaste diktsamling Det værste og det bedste är illustrerad av Ib Spang Olsen.
I essän Store Kongensgade 23 (2021) ser Thomsen tillbaka på den adress i Köpenhamns centrum som han som sextonåring bodde på under ett års tid. Han reflekterar över livet, om varför han skriver, om rädsla för ålderdomen, om hösten, när allt både blåser upp och dör ut. Och om sin mors mentala ohälsa. Trots att lägenheten på Store Kongensgade 23 tillhör det förflutna är det den plats från vilken framtiden alltid kommer att stråla.
Søren Ulrik Thomsen var 1985 medgrundare till litteraturtidskriften Den Blå Port.